# 商業生態系統
商業生態系統（Business ecosystem），指一群相互連結，共同創造價值與分享價值的企業。

## 觀念簡介
商業生態系統乃引用生物學中生態系統的概念，運用在商業管理領域。事實上，在經濟以及管理學界，早已有許多學者以生物學的類比，來探討經濟活動或管理現象。例如，演化經濟學以及組織生態學等研究領域，早已分別大量引用生物學上演化以及族群生態學的觀念，來探討經濟的變遷，或是組織的變化。演化經濟學由生物上的演化過程出發，探討經濟發展的過程，其研究的對象與主題在於經濟發展的過程。組織生態學主要類比生物學中的族群生態學，分析單位為組織族群，而研究的主題，在於組織族群整體的現象，如生成率、死亡率等，以及影響這些現象的因素。
而商業生態系統研究和演化經濟學以及組織生態學的出發點不同。商業生態系統引用的是生態學中生態系統的概念。Tansley（1935）首度提出生態系統的概念，強調生命體（organisms）與物理環境（physical environment）不可分割，認為兩者應視為一個整體（Tansley, 1935）。「商業生態系統」援用了這種整體觀，以整體的「系統」為分析單位。
Moore（1993）最早提出「商業生態系統」這個名詞，並建議以「商業生態系統」來取代「產業」的觀念，因為現今許多的經濟活動，都不是在單一產業下進行，而是跨產業的。Moore（1993）所指的「商業生態系統」範圍廣泛，包含了企業、客戶、供應商、主要生產者、競爭者、以及其他的利害關係者。Moore （1993）也提出商業生態系統生命週期的概念，將商業生態系統的生命分為四個階段：（1）誕生；（2）擴張；（3）領導；（4）自我更新或死亡。在每一個階段中，企業各有不同的競爭以及合作上的挑戰，並應該採取不同的管理行動（Moore , 1993）。Moore（1996）則將先前文章加以擴充，以類似的架構，基於商業生態系統生命週期的四個階段，分別給予廠商不同的建議。
Gossain & Kandiah （1998）接著引用Moore （1993, 1996）商業生態系統的觀念，來強調Internet在現今的資訊經濟中所扮演的重要角色。兩位作者認為，在Internet興起之後的網路化經濟環境中，組織之間的連結性大幅增高，因此，企業應該善用新的網路科技，與夥伴以及供應商合作，建構新的商業生態系統，以提供新的資訊、產品，及服務，共同為客戶創造出新的價值。
到了2004年，Iansiti & Levien （2004a）也以生物上生態系統的類比，來描述商業生態系統。他們認為商業生態系統與生物生態系統類似，其特徵為大量鬆散連結的參與者，而系統中的所有參與者，彼此命運與共。因此，商業生態系統整體的健康極為重要。一個健康的系統，可以使得所有參與者都能夠繁衍生息；但如果系統崩潰，所有參與者都會深受其害。Iansiti & Levien （2004a,b）所述之「商業生態系統」，主要是指「一群相互連結，共同創造價值與分享價值的企業」，較Moore（1993）所定義的範圍稍窄一些。後續研究者多採用Iansiti & Levien （2004a,b）的定義。